# Euphorbia luteoviridis
Euphorbia luteoviridis là một loài thực vật có hoa trong họ Đại kích. Loài này được D.G.Long mô tả khoa học đầu tiên năm 1986.